# Abbo (twórca waz)

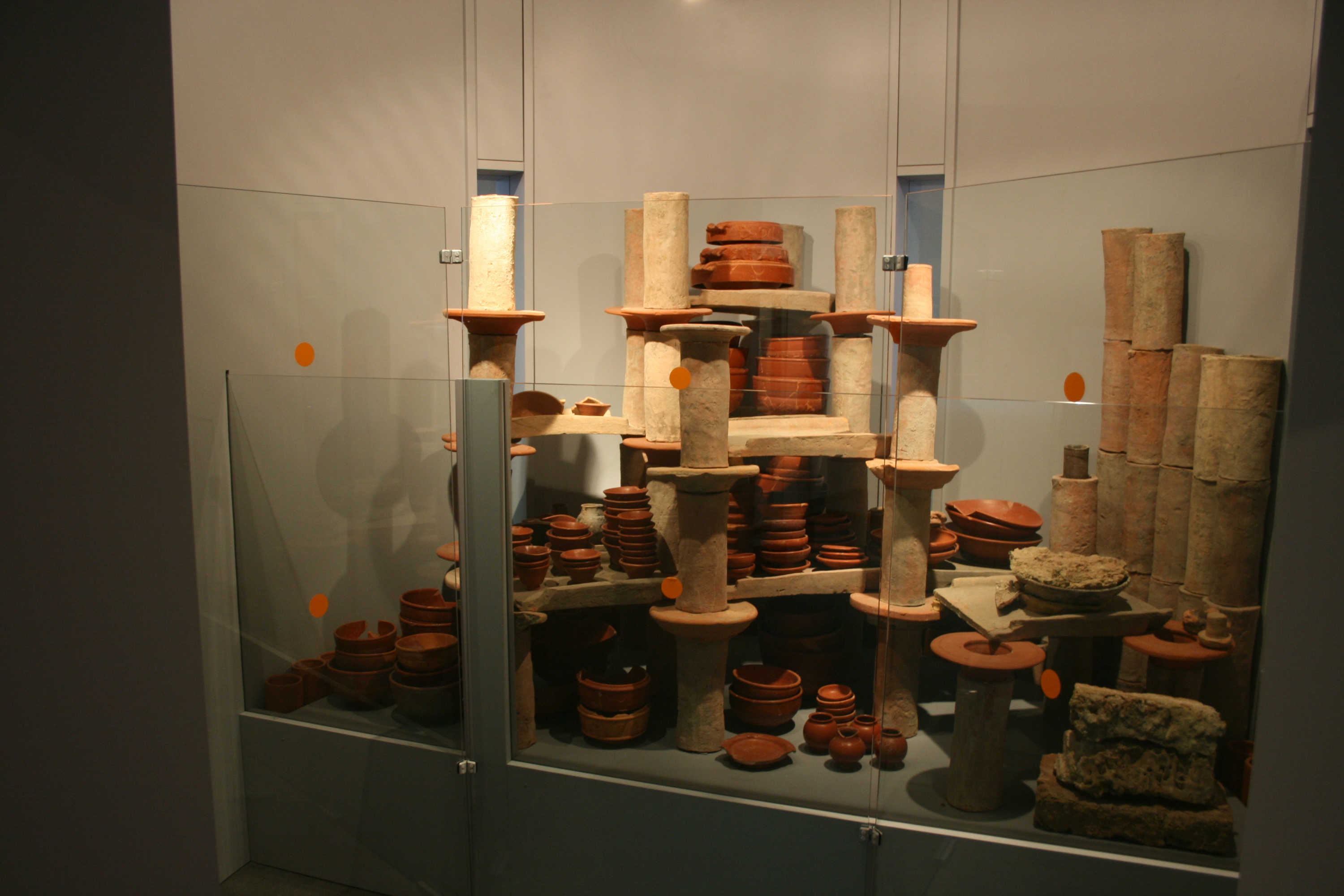
Terra sigillata z Rheinzabern

Abbo (II w.) – germański twórca waz z Rheinzabern (Rhenanae Tabernae), miejscowości słynnej z wyrobu terra sigillata.
Ceramika przez Félixa Oswalda (Index des Estampilles sur sigillée, 1931) datowana na 120-160 n.e. Odnotowane sygnatury ABBO, ABBOF, ABBOFE, ABBOFEC, ABBOFECIT.